# Кармен (фильм, 2003, Россия)
«Кармен» — российский художественный фильм, криминальная драма 2003 года режиссёра Александра Хвана. Сюжет картины основан на новелле Проспера Мериме.

## Сюжет
Сергей Никитин — сержант милиции, примерный, как на плакате, недавно назначенный на охрану табачной фабрики в женской колонии. Она — заключённая, отрабатывающая свой срок на табачной фабрике, прозванная за дикий нрав «Кармен». Однажды, когда он сидел перед воротами фабрики и подшивал свою форму, она впервые увидела его. Заключённым не положено общаться со своими охранниками, и она как бы на прощание бросила ему цветок. Сергей расспросил своего сослуживца Калюжного о Кармен, тот ему рассказывал о других девушках-зэчках. Во время перекура случилась драка в цеху фабрики и весь личный состав побежал разнимать дерущихся. Зачинщицей драки оказалась Кармен, которая нанесла ранения другой заключённой. Тут Сергей снова встретился с Кармен. Дежурный офицер сразу вычислил её и приказал Сергею отвести её в отделение. Вскоре Никитин с Калюжным вели её, Калюжный сказал, что отойдёт ненадолго, сам же взял себе пива. По дороге Кармен рассказала Сергею всю правду о себе, ей дали всего 3 года за кражу куртки. И заявила, что обратно на зону больше не хочет. Дальше она рассказала Сергею свой план побега, но тот отказывается помочь ей. Тогда она толкает его и бежит прочь. Калюжный, который к тому моменту уже шёл рядом, бросился догонять Кармен, но ему было неудобно бежать. Никитин встал и, прихрамывая, побежал следом. Не поймав Кармен, оба отправились «на ковёр» к начальнику.
В отделении Калюжный поведал начальнику, что всю дорогу Кармен перешёптывалась с Сергеем. Начальник сказал, что ей дали всего 3 года за кражу куртки из магазина, хотя она обвинялась и по другим статьям Уголовного кодекса. После этого начальник разжаловал Никитина до рядового и отправил патрулировать улицы города. Ночью перед входом в клуб он снова встретил Кармен, уже без тюремной робы, и она назвала ему адрес, где её найти. Через некоторое время Сергей пришёл по указанному адресу, где жила некая Доротея, Кармен уже была там. Она заставила его переодеться, и они вместе выпили. Между ними возникло чувство, и Сергей остался у неё переночевать. Следующим вечером Сергей дежурил в порту, увидел, что на его территорию проник неизвестный, и погнался за ним. Этим неизвестным оказалась Кармен, которой нужно было забрать в порту одну вещь. Затем на территорию порта въехала грузовая «ГАЗель», и Сергей открыл для неё ворота, своим же по рации сообщил, что у него всё тихо. На следующий день Никитин снова пришёл к Кармен и прожил у неё неделю. Но каждое утро он снова отправлялся на службу. Как-то раз она исчезла, а Сергей всё равно продолжал приходить, и вскоре Кармен вернулась, но уже с другим парнем. Сергей устроил скандал Кармен, приревновав её к тому парню. Тот попытался вмешаться, но Сергей в порыве ярости забил его до смерти. Никитин понял, что натворил, и вместе с Кармен решил избавиться от трупа, сбросив его в море. Вместе они решили укрыться в одном из цыганских таборов.
Кармен познакомила его с Венером и Щеглом, и всё время они с Сергеем проводили время за игрой в карты. Все четверо отправились на катере в море, встретили корабль морской пехоты и получили от них некий груз. По прибытии на берег они перегрузили груз в машину и отправились в город. В городе Сергей и Кармен оказались в том самом магазине, где она украла куртку. Они купили там много вещей для неё и она украла золотую цепочку, сказав Сергею, что это дело принципа. В один из вечеров в комнату зашёл Щегол, который поведал Венеру и Сергею, что Кармен вытащила из тюрьмы некоего Кривого, который был её мужем. Вскоре Кармен вернулась с Кривым, который никак не был похож на бывшего зэка в дорогом костюме. Сергей находится в замешательстве и не знает, что делать, не успев сесть в машину, как рядом оказывается Кармен. Он бьёт её лицу несколько раз и потом жалеет.
Утром Сергей с «Кривым» поехали за автобусом, в котором ехали Кармен и Щегол. Внезапно джип Сергея перекрывает дорогу автобусу, и пассажиры поняли, что это ограбление. Обчистив всех пассажиров, Кармен с товарищами покинули автобус, при этом между Сергеем и Кривым чуть не произошла стычка и они чуть не забыли забрать Венера. Услышав милицейские сирены, друзья бросили машину и побежали по горам. Щегол получил тяжёлую травму при падении, и Кривому пришлось его убить. Милиционеры не смогли поймать криминальную компанию, и они прожили три дня без еды в горах. Приехав в Ялту, Никитин устроился на новую работу — рекламировать апельсиновый сок в костюме апельсина. В отеле, где остановилась Кармен, остановился также богатый иностранец, и Кармен решила ограбить и его. На следующий день Сергей пришёл в номер Кармен, где она ознакомила его с расположением камер и местоположением чёрного хода, чтобы удобно было убегать. После этого Сергей отправился играть в карты с Венером и Кривым. Между Никитиным и «Кривым» снова произошла потасовка, в ходе которой Сергей зарезал его. На встрече с Кармен Сергей объяснил ей, что Кривого больше нет и что они всегда будут вместе. Пока её богатого друга-иностранца не было, друзья решили обчистить его сейф. Внезапно сработала сигнализация, и к отелю подъехали милиционеры. Друзья побежали к чёрному ходу и через крышу вышли из отеля. Поняв, что бежать им некуда и они окружены, Кармен, Венер и Сергей не спеша вышли на улицу как ни в чём ни бывало. Но один из спецназовцев всё же вычислил их, и они начали стрелять. Одна пуля попала в Венера, и он погибает, Сергея тоже ранило, и Кармен повезла его в родное село Венера. Кармен спасла Сергею жизнь, и он долго приходил в себя.
Прошёл месяц. Возвращаясь однажды из города, Кармен сообщает Сергею, что их портреты с приметами висят на каждом углу и что она познакомилась с мотогонщиком, который ей дал прокатиться на мотоцикле. Вместе они отправляются на мотогонки, где её новый знакомый побеждает. После гонки Кармен уехала вместе с ним на мотоцикле, Сергей угнал «Ниву» и поехал за ними. Заметив погоню, мотоциклист резко рванул вперёд, и целую неделю Никитин ничего не знал о Кармен, но знал одно место, где она могла рано или поздно появиться, — там они хранили награбленные деньги. Сергей в очередной раз предлагает Кармен уехать, но она говорит, что больше не любит его. После долгих объяснений Сергей убивает Кармен выстрелом в сердце.
В течение всего фильма Никитин уже под арестом в следственном изоляторе в подробностях рассказывает свою историю адвокату, которого называет доктором.